# Demons Dance Alone
Demons Dance Alone to album koncepcyjny autorstwa awangardowej grupy The Residents wydany w 2002 roku. Większość materiału powstała podczas trasy koncertowej promującej dzieło Icky Flix, a jego głównym założeniem była chęć muzycznego przedstawienia ciemnej i melancholijnej strony ludzkiej duszy w sferze prywatności oraz intymności każdego człowieka. Według wywiadów prasowych udzielonych przez The Cryptic Corporation głównym impulsem dla kompozytorów były zamachy 11 września, w utworach nie pojawiają się jednak żadne wzmianki dotyczące tych wydarzeń. Całość kompozycji podzielona jest na trzy części: "Loss", "Denial" oraz "Three Metaphores" (pol. Strata, zaprzeczenie i trzy metafory).

W poligrafii płyty znalazła się enigmatyczna sekcja zatytułowana The Residents Have Left the Building mówiąca o tym, że "Kilku z zamieszanych jest teraz pozostałością z ciała i krwi po naszych mitycznych herosach, podtrzymujących swoje wystąpienia głównie z sentymentalnych powodów. Ale czy każdy z tych tajemniczych, wynajętych muzyków może szczerze nazywać się mianem THE RESIDENTS? Nie bardziej niż ja czy ty, ale czy jeśli nikt nie twierdzi, że jest REZYDENTEM nie oznacza to, że każdy może nim potencjalnie być?". Wielu fanów uznało ten tekst jako wskazówkę, że być może jeden (według niektórych teorii wszyscy) z członków zespołu zginął/zginęło we wspomnianych zamachach.

## Lista utworów
1. "Tongue" – 1:11
2. "Loss: Mr. Wonderful" – 3:50
3. "Loss: The Weatherman" – 3:06
4. "Loss: Ghost Child" – 2:56
5. "Loss: Caring" – 3:50
6. "Loss: Honey Bear" – 4:14
7. "Loss: The Car Thief" – 3:59
8. "Loss: Neediness" – 4:08
9. – 0:25
10. – 0:44
11. – 0:06
12. "Denial: Thundering Skies" – 2:54
13. "Denial: Mickey Macaroni" – 2:44
14. "Denial: Betty's Body" – 3:31
15. "Denial: My Brother Paul" – 3:07
16. – 0:17
17. "Denial: Baja" – 2:29
18. – 0:27
19. – 0:32
20. – 0:04
21. "Three Metaphors: Beekeeper's Daughter" – 2:53
22. – 0:08
23. "Three Metaphors: Wolverines" – 2:58
24. – 0:04
25. "Three Metaphors: Make Me Moo" – 2:41
26. – 0:35
27. – 1:03
28. "Demons Dance Alone" – 3:43